# Ceroplesis harrisoni
Ceroplesis harrisoni là một loài bọ cánh cứng trong họ Cerambycidae.